# The Communards
The Communards sono stati un duo musicale britannico degli anni ottanta.

## Carriera
Il gruppo si formò nel 1985 dopo che il cantante Jimmy Somerville aveva lasciato i Bronski Beat per creare questo nuovo complesso insieme al musicista Richard Coles, che aveva una formazione di musicista classico. Anche se principalmente pianista, Coles era in grado di suonare un'ampia gamma di strumenti musicali e aveva già collaborato con i Bronski Beat, eseguendo l'assolo di clarinetto nel brano di successo It Ain't Necessarily So. Somerville era già noto per il suo falsetto e per essere apertamente gay.
La band entrò nella Top 20 Hit britannica nel 1985 con il singolo You Are My World, eseguito su una linea melodica di pianoforte. L'anno successivo il gruppo raggiunse il maggior successo con l'energica cover del classico pezzo soul Don't Leave Me This Way di Harold Melvin & the Blue Notes (i Communards si ispirarono ad una precedente cover del brano di Thelma Houston), che insieme a Jimmy Sommerville vedeva anche la partecipazione di Sarah Jane Morris nelle parti vocali. Don't Leave Me This Way rimase per quattro settimane al primo posto nelle classifiche britanniche e divenne il singolo più venduto del 1986 nel Regno Unito.
L'anno successivo i Communards entrarono un'altra volta nella Top 10 britannica con il singolo So Cold the Night. Nel 1987 pubblicarono il loro secondo album Red che includeva una cover del successo dei Jackson 5 Never Can Say Goodbye, in una versione ispirata alla precedente cover di Gloria Gaynor, con cui i Communards raggiunsero la quarta posizione nelle classifiche britanniche. Il gruppo si sciolse nel 1988 e Somerville iniziò la carriera solista. Coles divenne giornalista per il Times Literary Supplement e il Catholic Herald; in seguito fu ordinato sacerdote anglicano e fu il co-conduttore del programma mattutino Saturday Live di BBC Radio 4 dal marzo 2011 al marzo 2023.

## Discografia

### Album in studio
- 1986 – Communards
- 1987 – Red

### Singoli
- 1985 – You Are My World
- 1986 – Disenchanted
- 1986 – Don't Leave Me This Way
- 1986 – So Cold the Night
- 1987 – You Are My World '87
- 1987 – Tomorrow
- 1987 – Never Can Say Goodbye
- 1988 – For a Friend
- 1988 – There's More to Love Than Boy Meets Girl